# الزوك
الزوك هي جماعة قروية تقع في إقليم أوسرد بجهة الداخلة وادي الذهب في المغرب، ولا توجد فيها ساكنة حسب الإحصاء العام للسكان والسكنى لسنة 2014.

## توأمة
لالزوك اتفاقيات توأمة مع كل من:
- ميدينا ديل كامبو
- توريلافيجا
- ماراثينا
- فلاديمورو
- ثومايا